# Noordse witsnuitlibel
De noordse witsnuitlibel (Leucorrhinia rubicunda) is een vrij kleine echte libel (Anisoptera) uit de familie van de korenbouten (Libellulidae). De soort komt in Nederland algemeen voor en lijkt sterk op de venwitsnuitlibel, maar is iets robuuster en minder kritisch ten aanzien van zijn leefgebied.
De wetenschappelijke naam van de soort werd in 1758 als Libellula rubicunda gepubliceerd door Carl Linnaeus.

## Kenmerken
De noordse witsnuitlibel heeft een zwart achterlijf met lichtere vlekken (geel, rood of bruinrood, afhankelijk van geslacht en leeftijd). De voorrandader van de vleugels (in vooraanzicht bekijken) is geheel geel gekleurd. De achterlijfsaanhangselen zijn zwart. Uitgekleurde mannetjes zijn zwart met een rij rode vlekjes op het achterlijf. Bij oude mannetjes worden de vlekjes donker bruinrood. De pterostigmata zijn bruinrood, maar kunnen afhankelijk van de waarnemingsafstand en lichtinval soms zwart lijken. Jonge mannetjes en vrouwtjes hebben een zwart achterlijf met vrij grote en brede gele vlekken. De pterostigmata zijn zwart, net als bij de meeste andere witsnuitlibellen. De lichaamslengte van volwassen dieren ligt tussen 31 en 38 millimeter.

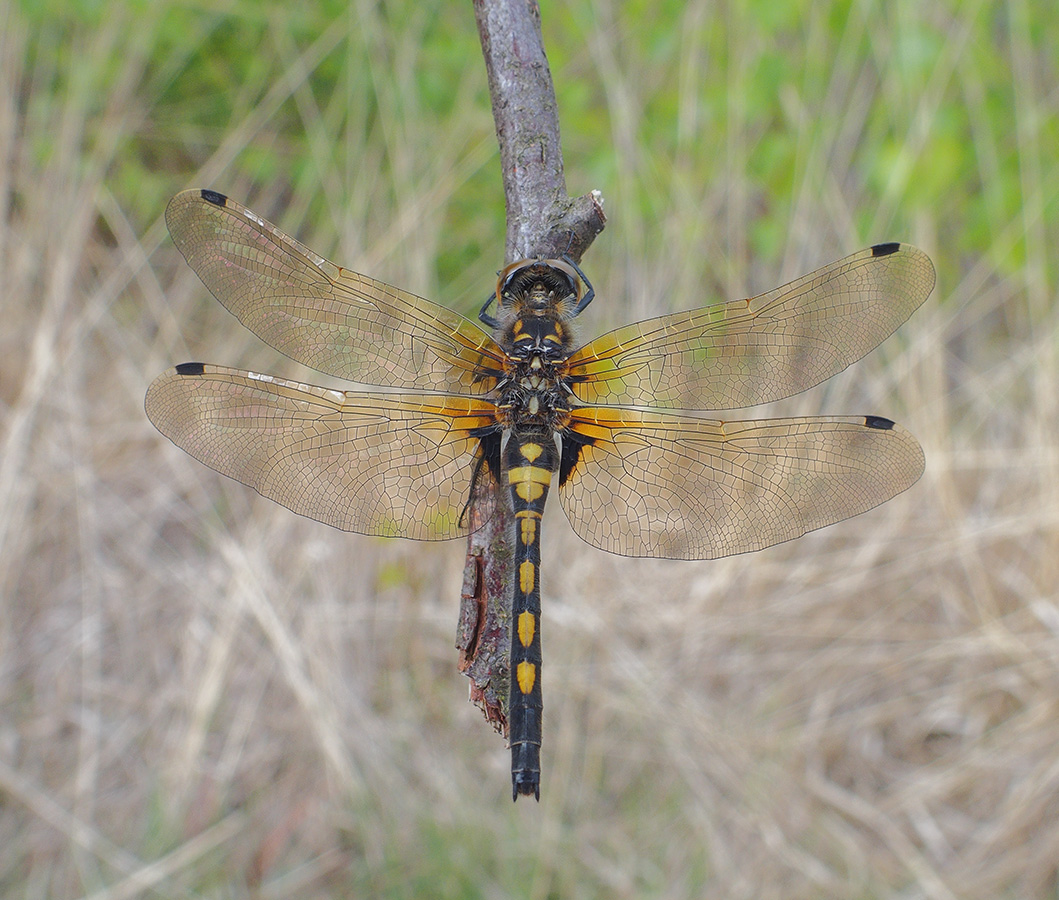
Noordse witsnuitlibel, vrouwtje

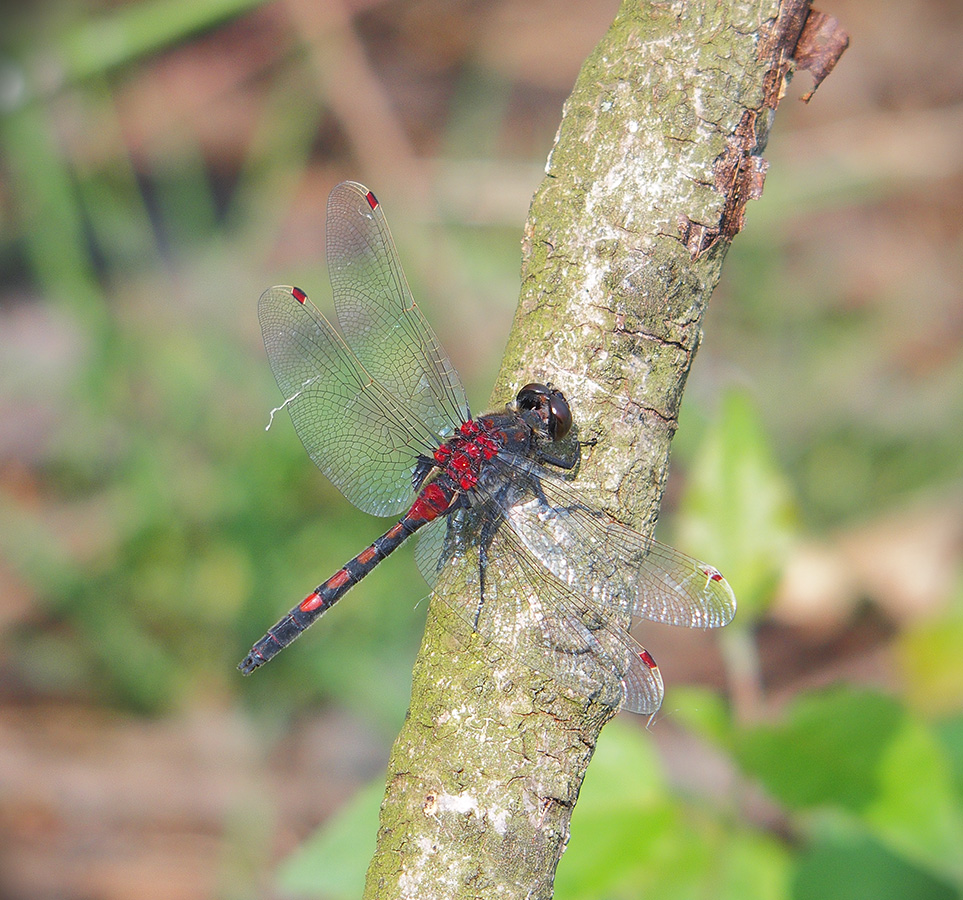
Noordse witsnuitlibel, mannetje

De larve is 18–22 mm lang.

## Vliegtijd
De noordse witsnuitlibel is een vroege voorjaarssoort die vliegt van begin april tot eind juli, met een piek in mei. Dit is gemiddeld iets vroeger dan de venwitsnuitlibel. Incidenteel kan een zeer kleine tweede generatie noordse witsnuitlibel worden aangetroffen in de herfst.

## Gedrag en voortplanting
De larven leven in drijvende veenmosmatten en tussen waterplanten in de oeverzone. De larven overwinteren twee keer. Uitsluipen gebeurt vroeg: van begin april tot half juni. In jaren met een uitzonderlijk warme herfst kunnen incidenteel larven uitsluipen die eigenlijk zouden moeten overwinteren. Het gedrag is zeer vergelijkbaar met de venwitsnuitlibel en beide soorten komen vaak op dezelfde plek voor. Jonge noordse witsnuitlibellen vliegen van het water af en worden aangetroffen op beschutte plekken in bossen en heideterreinen. Zonnende dieren zijn vaak te vinden op boomstronken en dode boomtakken. Eenmaal terug bij het water verdedigen de mannetjes een klein territorium, vanaf een zitplek in de oevervegetatie. Bij hoge dichtheden verdwijnt het territoriale gedrag. De eitjes worden door het vrouwtje al vliegend los in het water afgezet, vaak op plaatsen met veel veenmos in het water. Ze sleept daarbij de punt van het achterlijf door het water in plaats van het af te tippen, zoals bij andere soorten voorkomt. Het mannetje verdedigt soms het vrouwtje door vlak boven haar te blijven vliegen en andere mannetjes weg te jagen.

## Habitat
De habitat van de noordse witsnuitlibel bestaat in Nederland vooral uit (matig) zure en voedselarme vennen en hoogvenen in bosrijke omgeving, daarnaast komt de soort soms voor in duinplassen en laagveenmoerassen.

## Verspreidingsgebied
Het verspreidingsgebied van de noordse witsnuitlibel loopt Oostelijk tot het Baikalmeer. De soort komt niet voor buiten Eurazië. In Europa is het een noordelijke soort die voorkomt in Scandinavië tot in het hoge noorden, in Nederland, Noord-Duitsland, Polen, de Baltische Staten en Wit-Rusland. Naar het zuiden toe komen enkele populaties voor tot aan de noordelijke Alpen. In tegenstelling tot de venwitsnuitlibel is de soort niet aanwezig in Groot-Brittannië, zeldzaam in België en in Frankrijk alleen nog in het uiterste noorden aanwezig. In Nederland komt de noordse witsnuitlibel vooral voor in de oostelijke helft van het land op de hoge zandgronden, maar ook in de duinen en in sommige laagveengebieden. Het verspreidingsgebied overlapt grotendeels met dat van de venwitsnuitlibel, maar met name in de duinen en op de Waddeneilanden is de noordse witsnuitlibel algemener.

## Verwante en gelijkende soorten
Verwarring is mogelijk met andere witsnuitlibellen: mannetjes lijken vooral sterk op venwitsnuitlibellen (Leucorrhinia dubia), vrouwtjes lijken vooral sterk op gevlekte witsnuitlibellen (Leucorrhinia pectoralis). Het beste kunnen verschillende kenmerken met elkaar gecombineerd worden, om te komen tot een goede determinatie: postuur (noordse witsnuitlibel is robuuster), grootte van de achterlijfsvlekken (groter bij noordse witsnuitlibel), kleur van de vleugelvoorrand (eenkleurig bij noordse witsnuitlibel, tweekleurig bij venwitsnuitlibel) en alleen bij mannetjes: kleur van het pterostigma (roodbruin bij noordse witsnuitlibel, vrijwel zwart bij venwitsnuitlibel). Voorbij vliegende witsnuitlibellen zijn helaas vaak niet met zekerheid op naam te brengen. Ook in het larvestadium is het onderscheid met andere witsnuitlibellen vaak moeilijk; met name de venwitsnuitlibel toont grote gelijkenis.